# 김석환 (의사)
김석환은 대한민국의 의사이자 前대학교수이다. 더원서울안과의원 원장으로 재직중이다.

## 생애
김석환 원장은 2005년 녹내장 전임의를 거쳐, 2006년부터 2007년까지 미국 Westwood에 있는 UCLA Jules Stein Eye Institute에서 Dr. Caprioli에게 녹내장 임상 및 연구를 사사하였다. 2008년부터 보라매병원 안과 조교수로 교수 생활을 시작하였으며, 부교수를 거쳐 2022년 서울대학교 의과대학 정교수, 보라매병원 안과 정교수 및 안과과장에 임명되었다.
김석환 원장은 2022년 제 30회 톱콘안과학술상을 수상하였는데, 톱콘안과학술상은 1년간 발표된 안과 연구 가운데 우수작을 선정해 수여한다. 김석환 원장은 2021년 4월 안과학 분야 국제 학술지인 'Ophthalmology'에 게재된 논문 '3D-MRI에서 안구의 3차원적 형태와 시신경유두 형태의 관계'가 안과 학회 전문위원회 심사에서 높은 평가를 받으며 수상자에 선정됐다. 해당 논문에서 김석환 원장은 3D MRI를 이용해 안구의 3차원적 형태가 시신경유두 모양을 결정한다는 사실을 세계 최초로 규명했으며, 정상안압녹내장 발생이 시신경유두 모양과 밀접한 만큼 발병 원인을 밝히는 데 기여했다는 평을 받았다.
이후 2022년 11월부터는 더원서울안과의원에 합류하여 녹내장 전문의로서 진료를 시작하였다.
2025년 7월 7일 김석환 원장은 더원서울안과 녹내장 전문의로 ‘젠(XEN) 63 겔 임플란트’를 활용한 국내 클리닉 첫 수술을 성공적으로 집도하였으며, 해당 수술은 기존 치료에 반응하지 않았던 녹내장 환자를 대상으로 이뤄졌으며, 국내 안과 클리닉 단위에서 XEN 63을 임상에 적용한 최초 사례이다.

## 경력
- 서울대학교 의과대학, 보라매병원 안과 교수(2008-2022)
- UCLA Jules Stein Eye Institute, Glaucoma research fellow (2006-2007)
- 서울대학교병원 녹내장 임상강사(2005-2006)
- 서울대학교병원 안과 전공의(2001-2004)
- 서울대학교병원 수련의(2000-2001)

## 수상
- 톱콘안과학술상 (2022)[3]
- 대한안과학회 최우수논문상 (2013)[4]

## 저서
- OCT imaging in glaucoma, Chapter 8. Imaging in myopic glaucoma, Springer (2021년)
- 녹내장, 한국녹내장학회 5판, 6판, 7판 공저
- Atlas of Angle Closure Glaucoma, (2011년 공저)

## 학회활동
- AAO 정회원
- ARVO 정회원
- APAO 정회원
- 한국녹내장학회 정회원, 前기획이사, 다기관연구회 위원장

## 논문 및 학술활동
- 안과 분야 최고 학술지 ‘Ophthalmology’ 5편 등 정상급 SCI 논문 70편 이상
- 국내외 강의, 학술발표 100건 이상
- Ophthalmology, IOVS, American Journal of Ophthalmology, British Journal of Ophthalmology, Journal of Glaucoma, Acta Ophthalmologica 등 세계적 저널의 녹내장 분야 심사위원